# Јунион (Алабама)
Јунион (енгл. Union) град је у америчкој савезној држави Алабама. По попису становништва из 2010. у њему је живело 237 становника.

## Демографија
Према попису становништва из 2010. у граду је живело 237 становника, што је 10 (4,4%) становника више него 2000. године.
| Група             | 2000.       | 2010.       |
| Белци             | 18 (7,9%)   | 8 (3,4%)    |
| Афроамериканци    | 209 (92,1%) | 226 (95,4%) |
| Азијати           | 0 (0,0%)    | 0 (0,0%)    |
| Хиспаноамериканци | 0 (0,0%)    | 1 (0,4%)    |
| Укупно            | 227         | 237         |